# Отоїнеппу

44°43′30″ пн. ш. 142°15′43″ сх. д. / 44.72500° пн. ш. 142.26194° сх. д.
Отоїне́ппу (яп. 音威子府村, おといねっぷむら, МФА: [oto.inep̚.pu muɾa]) — село в Японії, в повіті Накаґава округу Камікава префектури Хоккайдо. Станом на 1 жовтня 2008 року площа містечка становила 275,64 км². Станом на 31 березня 2017 населення містечка становило 743 осіб.